# Muzeum Archidiecezjalne w Przemyślu
Muzeum Archidiecezjalne im. św. Józefa Sebastiana Pelczara w Przemyślu – muzeum sakralne w Przemyślu, zlokalizowane przy placu Katedralnym w zabytkowym gmachu dawnej szkoły katedralnej z lat 1564–1572 oraz w sąsiadującej z nim kamienicy.
Najstarsza placówka muzealna województwa podkarpackiego. Prezentuje sztukę sakralną polskiego średniowiecza, m.in. Piękne Madonny z Bączala Dolnego (koniec XV wieku), czy Święcan (1375). Uwagę zwiedzających przykuwa monumentalny krucyfiks z belki tęczowej kościoła w Nowym Mieście. Ponadto w kolekcji znajdują się portrety z epoki baroku, XVII-wieczna tzw. izba szlachecka wyposażona w sprzęty przeniesione z Dworku Stanisława Orzechowskiego, manierystyczne rzeźby, tapiserie z manufaktury papieskiej San Michele i wiele innych dzieł sztuki sakralnej. Można tu także zobaczyć zbiór pamiątek związanych z osobą Jana Pawła II.
W Muzeum wystawiane są też ekspozycje czasowe.

## Historia
Muzeum Archidiecezjalne w Przemyślu zostało założone w 1902 roku uchwałą Synodu Diecezjalnego, z inicjatywy ówczesnego biskupa przemyskiego Józefa Sebastiana Pelczara, który rozpoczął wtedy swoją posługę kapłańską. Zebrane dzieła sztuki umieszczono w pojezuickim oratorium XVII-wiecznego kościoła pw. Najświętszego Serca Pana Jezusa. Muzeum otwarto i poświęcono w 1908. Po ponad stu latach eksponaty przeniesiono do dwóch kamienic przy katedrze św. Jana Chrzciciela, ze względu na zły stan dotychczasowej siedziby. Rozpoczęto też konserwację niektórych dzieł sztuki. Muzeum w nowym miejscu otwarto w 2008 roku.